# أميلوجينين نظير واي
أميلوجينين نظير واي هو بروتين يرمَز في البشر بواسطة جين أميلي. يقع أميلي على كروموسوم واي ويشفِّر شكلًا من أشكال الأميلوجينين. الأميلوجينين هو نوع من بروتينات النسيج البيني خارج الخلية يشارك في التمعدن الحيوي أثناء نمو مينا الأسنان.

## أهمية سريرية
تتسبب الطفرات في جين أميلكس ذي الصلة على كروموسوم إكس في تخلق الميناء الناقص المرتبط بإكس.